# Insensibilidad congénita al dolor
La insensibilidad congénita al dolor, también llamada neuropatía hereditaria sensitiva autonómica o analgesia congénita, es un conjunto de enfermedades hereditarias poco frecuentes, que se caracterizan porque las personas afectadas no presentan sensación de dolor. Suele asociarse a una disfunción del sistema nervioso autónomo y a trastornos en el metabolismo de las catecolaminas. 
Los individuos con insensibilidad congénita al dolor no muestran reacción de huida ante estímulos dolorosos, lo cual puede provocar numerosos problemas de salud bien conocidos, entre ellos quemaduras, lesiones graves de huesos por fracturas no percibidas, úlceras en la piel por roce o contacto continuo con superficies abrasivas, etc. Existen diversas variantes y cada una de ellas muestra unas características específicas, aunque todas tienen en común la ausencia de percepción de la sensación dolorosa.
El trastorno está presente desde el nacimiento o adolescencia y debe distinguirse de otras formas de insensibilidad al dolor adquiridas que aparecen en la vida adulta como consecuencia de diversas enfermedades neurológicas.

## Tipos

### Neuropatía hereditaria sensitivo-autonómica tipo I
Es la variedad más frecuente y se hereda según un patrón autosómico dominante. Los síntomas comienzan en la adolescencia o juventud y se manifiestan inicialmente con pérdida de sensibilidad al dolor y a la temperatura en manos y pies.

### Neuropatía hereditaria sensitivo-autonómica tipo II
Se manifiesta desde la infancia con disminución de la capacidad de sentir mediante el tacto y pérdida de sensibilidad, lo cual ocasiona dificultad para la manipulación de objetos. La insensibilidad al dolor frecuentemente afecta de forma completa a las extremidades inferiores.

### Neuropatía hereditaria sensitivo-autonómica tipo III
Los pacientes afectados presentan disminución de la percepción del dolor y la temperatura desde el periodo de lactancia.

### Neuropatía sensitivo-autonómica tipo IV
También llamada insensibilidad congénita al dolor con anhidrosis (HSAN, del inglés: Hereditary Sensory and Autonomic Neuropathy). Los síntomas se inician en el periodo neonatal. Se manifiestan por la insensibilidad al dolor y deficiente regulación de la temperatura corporal. Además de las complicaciones habituales de este síndrome, es muy frecuente el fallecimiento por aumento de temperatura corporal (hiperpirexia). También es habitual la existencia de retraso en el desarrollo mental.

### Neuropatía hereditaria sensitivo-autonómica tipo V
Se manifiesta desde la infancia con insensibilidad al dolor y la temperatura. Sin embargo, están conservadas la sensibilidad al tacto, la presión y las vibraciones.